# 霍普鎮區 (密歇根州巴里縣)
霍普鎮區（英語：Hope Township）是位於美國密歇根州巴里縣的一個行政鎮區。

## 地方資料
霍普鎮區的面積為93.50平方千米，當中陸地面積為84.10平方千米，而水域面積為9.40平方千米。根據2020年美國人口普查的數據，當地共有人口3154人，而人口密度為每平方千米33.73人。